# Heliconius bellula
Heliconius bellula är en fjärilsart som beskrevs av Hans Ferdinand Emil Julius Stichel 1923. Heliconius bellula ingår i släktet Heliconius och familjen praktfjärilar. Inga underarter finns listade i Catalogue of Life.